# دیانا (دوربین)
دیانا (به انگلیسی: Diana camera) یک دوربین عکاسی جعبه‌ای ساخت شرکت Great Wall Plastic Factory, Lomographische AG است.